# Punta Gallinas
La Punta Gallinas est le point le plus septentrional de l'Amérique du Sud. Il est situé sur la Mer des Caraïbes dans le département colombien de la Guajira. 
Ses coordonnées géographiques sont (12° 27′ 30,48″ N, 71° 39′ 53,02″ O).
En Amérique du Sud, les points géographiques extrêmes sont, outre la Pointe Gallinas :
- à l'est la Pointe du Seixas au Brésil.
- au sud le Cap Horn au Chili,
- à l'ouest la Punta Pariñas au Pérou.